# Herb gminy Reńska Wieś
Herb gminy Reńska Wieś – jeden z symboli gminy Reńska Wieś, ustanowiony 29 grudnia 1995.

## Wygląd i symbolika
Herb przedstawia na tarczy w polu błękitnym, z czterema srebrnymi liniami falistymi u podstawy złotą kolumnę z błękitnymi cyframi „1286”, a ponad nią złoty wieniec pszeniczny i złoty orzeł dolnośląski. Fale nawiązują do Odry, kolumna do daty lokacji wsi oraz przetrwania, natomiast wieniec do rolniczego charakteru gminy. 